# Чхонджу (напиток)
Чхонджу (청주; буквально «прозрачное вино»), иногда «чхунджу» — прозрачное, очищенное рисовое вино корейского происхождения.
Содержит меньше алкоголя, чем более популярный корейский алкогольный напиток сочжу, и по своим характеристикам больше всего напоминает японский саке.

## Названия
Слово чхонджу (청주) состоит из двух слогов: cheong (청), что означает «чистый», и ju (주), что означает «алкогольный напиток». Такое название является контрастом с takju (탁주), «мутный алкоголь»; последнее название обычно является синонимом макколли (неочищенное рисовое вино молочного цвета). Знаки ханджа 淸 酒 — те же, что и японские иероглифы «сейшу», которые используются на этикетках сакэ.
Коренное корейское слово, означающее «чистое вино», malgeun-sul (맑은술), также используется для обозначения чхонджу. Другое название чхонджу — якджу (약주), что дословно переводится как «лечебное вино».

## История
Согласно «Сообщениям о Корее» — книге XII века о Корее, написанной китайским ученым Сунь Му (孫 穆) — люди Корё использовали неклейкий рис для приготовления рисового вина. Другая китайская книга XII века, «Иллюстрированный отчет о Корё», сообщает, что корейское рисовое вино, приготовленное из нурука, имеет более глубокий цвет и более высокое содержание алкоголя; там сказано, что выпивая это вино, быстро напиваешься и быстро трезвеешь. В этой книге говорится, что чистое, очищенное рисовое вино производилось при королевском дворе, тогда как нерафинированное рисовое вино молочного цвета было более популярным среди простых людей.

## Изготовление
Чхонджу обычно варят зимой, с ноября по март. Пропаренный рис, смешанный с нуруком (закваска для брожения) и водой, оставляют для брожения на 16-25 дней при температуре не выше 14-16 градусов. В процессе ферментации рисовый крахмал осахаривается; дрожжевые грибы питаются сахарами, образованными при осахаривании, и производят спирт. Затем ферментированное вино фильтруют с помощью йонсу (ситечко для вина), которое погружают в жидкость. Прозрачное вино внутри йонсу разливают, чтобы приготовить чхонджу.

## Употребление
Чхонджу широко использовался в различных традиционных ритуалах и обрядах, поскольку он считался изысканным по методу приготовления алкоголем.

## Разновидности
Южные города Южной Кореи, такие как Масан, Кунсан и Нонсан, известны производством хорошего чхонджу. Бопчу, сваренный в Кёнджу, и согокчу, сваренный в Хансане — известные разновидности чхонджу. Есть также разновидности чхонджу, приготовленные из клейкого или чёрного риса.
Ароматизированные разновидности чхонджу включают гукхваджу из хризантемы, дугёнджу из рододендрона, сонсунджу из ростков сосны, ёнёпчу из листьев лотоса и инсамджу из женьшеня.

## Похожие напитки
Чхонджу похож на другие восточноазиатские аналоги рисового вина, такие как китайское миджиу и японское саке . Сухой белый вермут также может служить заменителем чхонджу в кулинарии.

## Галерея

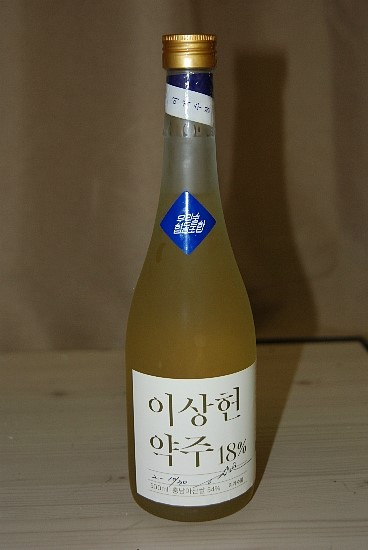
Йи Сангхон якжу
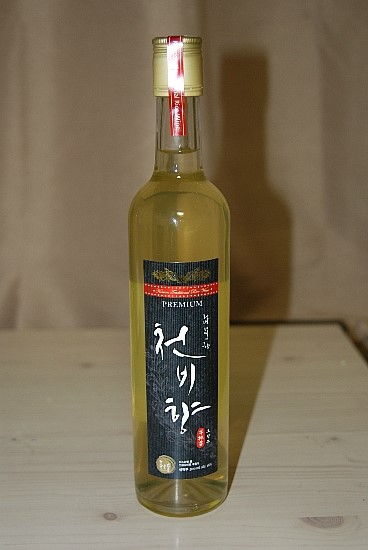
Чхонбихян
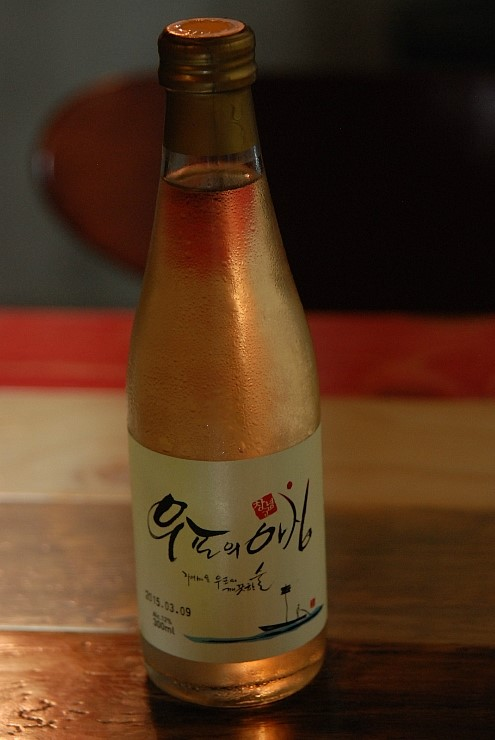
Упуи ачим
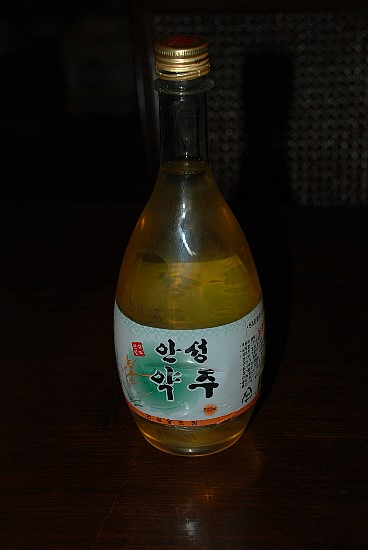
Ансон якджу
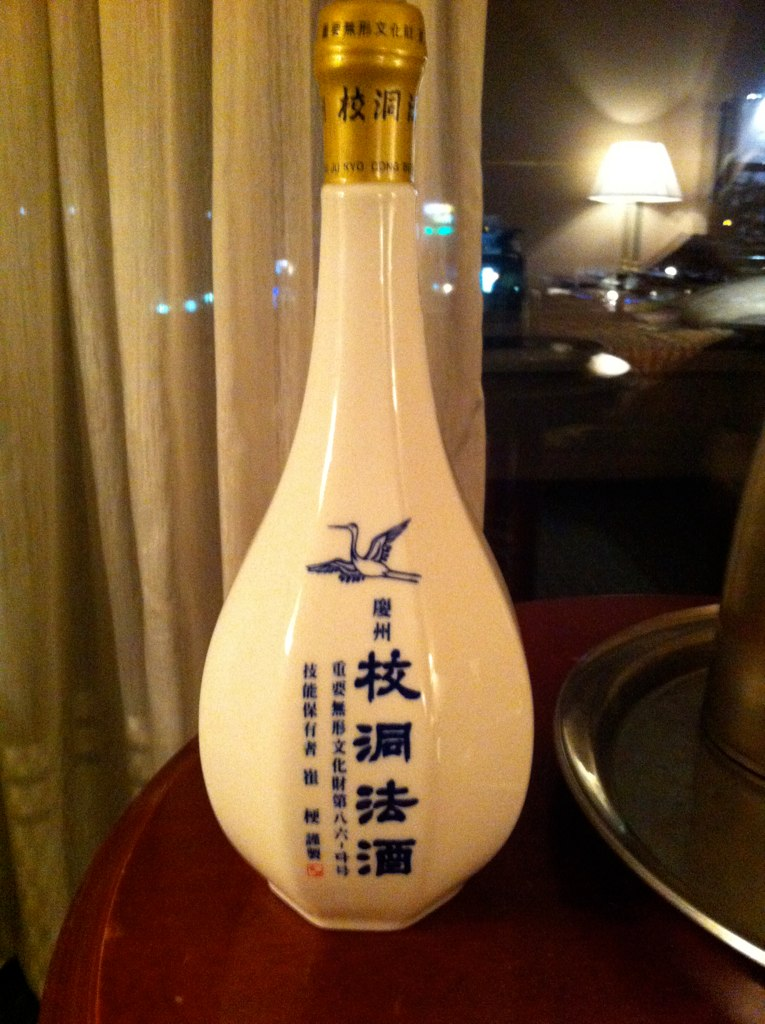
Бопчу